# Державний фінансовий контроль
Державний фінансовий контроль — комплекс цілеспрямованих заходів органів, їх підрозділів чи службових осіб, які здійснюють державний фінансовий контроль у межах повноважень, встановлених законодавством України, з метою упередження, виявлення та припинення фінансових правопорушень на підконтрольному об'єкті щодо його фінансово-господарської діяльності, а також забезпечення законності, фінансової дисципліни та ефективності формування і витрачання коштів, у тому числі бюджетних, та інших активів у процесі володіння, розпорядження, використання і відчуження державного майна, відшкодування збитків та встановлення міри відповідальності у разі порушення фінансового, у тому числі бюджетного, законодавства.

## Суб'єкт державного фінансового контролю
Суб'єкт державного фінансового контролю — орган, його підрозділ чи їх службові особи, які відповідно до законодавства уповноважені на здійснення державного фінансового контролю і прийняття управлінських рішень щодо притягнення до адміністративної та фінансової відповідальності порушників фінансового, у тому числі бюджетного, законодавства   ...

## Мета державного фінансового контролю
Метою державного фінансового контролю є виявлення відхилень від прийнятих норм та стандартів, порушень принципів законності, ефективності і економії витрачання матеріальних ресурсів на найбільш ранній стадії для того, щоб мати можливість вжити коригувальних заходів, а в окремих випадках — притягти винних до відповідальності, отримати компенсацію за заподіяну шкоду або здійснити заходи щодо запобігання або скорочення подібних порушень у майбутньому.

## Основні принципи державного фінансового контролю
Основними принципами державного фінансового контролю є:
- законність;
- повнота і суцільність перевірок;
- відшкодування збитків;
- відповідальність винних службових осіб за допущені порушення.

Основними принципами організації державного фінансового контролю є:
- узгодженість та плановість дій суб'єктів державного фінансового контролю;
- функціональна, організаційна, персональна та фінансова незалежність суб'єктів державного фінансового контролю від підконтрольних об'єктів;
- неупередженість і об'єктивність у процесі здійснення державного фінансового контролю;
- невтручання в оперативну фінансово-господарську діяльність суб'єктів господарювання, за винятком випадків, передбачених цим Законом та фінансовим законодавством, в тому числі бюджетним;
- відповідальність за достовірність результатів здійснення фінансового контролю;
- системність, плановість і періодичність у контрольній діяльності суб'єктів державного фінансового контролю;
- відкритість і прозорість фінансового контролю, за винятком необхідності дотримання режиму спеціальних обмежень, у тому числі, нерозголошення комерційної, державної та інших таємниць, відповідно до законодавства України;
- дотримання норм професійної етики.

## Основні завдання державного фінансового контролю полягають у забезпеченні
- контролю за законністю, доцільністю, повнотою, своєчасністю та цільовим призначенням і використанням державних фінансових ресурсів (у тому числі бюджетних дотацій, субвенцій, кредитів тощо);
- контролю за законністю та доцільністю надання державних фінансових і майнових гарантій, які забезпечують відповідну угоду;
- виявлення резервів у формуванні державних фінансових ресурсів, розроблення пропозицій щодо скорочення нераціональних видатків, бюджетного дефіциту та дефіциту платіжного балансу;
- контролю за схоронністю, правильністю збереження і обслуговування, за законністю і правильністю користування, доцільністю та ефективністю розпорядження матеріальними цінностями (ресурсами) держави, ефективністю використання паливно-енергетичних ресурсів, станом схоронності та дотриманням законності і раціональним використанням матеріальних цінностей мобілізаційного резерву тощо;
- контролю за законністю, доцільністю та ефективністю використання і розпорядження державними майновими правами (правами власності на акції підприємств тощо);
- оцінки ефективності організації і проведення перетворення форм власності (приватизації);
- контролю за законністю, правильністю та ефективністю розпорядження нематеріальними об'єктами державної власності (які створюють фінансові ресурси);
- контролю за станом та використанням державних запасів і резервів;
- контролю за використанням планових завдань з надання державних послуг і дотримання нормативів фінансових витрат з надання цих послуг;
- контролю за забезпеченням фінансової безпеки держави (у бюджетному процесі);
- контролю за законністю і правильністю квотування та дотримання експортних квот;
- контролю за забезпеченням конкурентних умов у всіх сегментах внутрішнього ринку (конкурентного середовища);
- оцінки макроекономічної ситуації в країні та перспектив економічного зростання;
- контролю за забезпеченням оптимізації цін у монопольних галузях економіки;
- контролю за законністю і правильністю надання та використання податкових, митних та інших фінансових пільг і переваг, які надаються суб'єктам господарювання;
- контролю за обігом державних коштів в кредитній системі;
- контролю за організацією грошового обігу в цілому;
- контролю за повнотою та своєчасністю виконання банківською системою відповідних операцій з перерахування бюджетних коштів;
- перевірки дотримання головними розпорядниками, розпорядниками та отримувачами бюджетних коштів умов виділення, розподілу, отримання, використання і повернення державних коштів;
- контролю за правильним та економічно обґрунтованим розподілом всіх видів платежів затвердженого бюджету, правильністю і обґрунтованістю розрахунків кошторису призначень;
- контролю за повнотою, своєчасністю та цільовим призначенням виконання доходних і видаткових статей Державного і місцевих бюджетів, а також повноти і достовірності відповідної звітності;
- виявлення резервів зростання доходів Державного бюджету, удосконалення бюджетного процесу в цілому;
- контролю за доцільністю застосування державою зовнішніх і внутрішніх позик, їх цільовим призначенням і ефективністю використання;
- контролю за станом, обслуговуванням та погашенням державного зовнішнього і внутрішнього боргу;
- контролю за своєчасністю і повнотою розрахунків з виконання державних замовлень;
- контролю за своєчасністю, повнотою та порядком погашення іноземними державами, їх юридичними особами, міжнародними організаціями та міждержавними утвореннями своїх заборгованостей перед Україною;
- фінансової експертизи проектів міжнародних договорів України, нормативно-правових актів та інших документів, які стосуються державних коштів;
- оцінки фінансового стану та ефективності систем управління і контролю в бюджетних установах, державних і казенних підприємствах, а також підприємств, де є частка державного майна;
- контролю за діяльністю органів державної виконавчої влади, на які згідно з діючим законодавством покладені функції щодо розроблення і реалізації державної фінансової політики.

## Предмет державного фінансового контролю
Предметом державного фінансового контролю є розпорядча та фінансово-господарська діяльність підконтрольних об'єктів у частині формування, володіння, використання та відчуження коштів та інших активів, що належать або мають належати державі, у тому числі за зобов'язаннями по податках, зборах (обов'язкових платежах) і відрахуваннях до бюджету та позабюджетних фондів.